# آنا فيرنيكوف
آنا فيرنيكوف (بالعبرية: אנה ורניקוב؛ ولد 15 يوليو 2002) لاعبة تزلج أمريكية إسرائيلية مع شريكها في التزلج يفجيني كراسنوبولسكي ، بطلة الوطنية الإسرائيلية لعام 2020 وتنافست في الجزء الأخير في بطولة أوروبا 2020.

## نشأتها
ولدت فيرنيكوف في 15 يوليو 2002 في بلدة بريدجووتر، نيو جيرسي.